# NGC 532
NGC 532 ist eine Spiralgalaxie vom Hubble-Typ Sab im Sternbild Fische auf der Ekliptik. Sie ist schätzungsweise 109 Millionen Lichtjahre von der Milchstraße entfernt und hat einen Durchmesser von etwa 85.000  Lichtjahren. Vom Sonnensystem aus entfernt sich die Galaxie mit einer errechneten Radialgeschwindigkeit von näherungsweise 2.400 Kilometern pro Sekunde.
Sie gilt als Teil der 11 Galaxien umfassenden Lyons Groups of Galaxies LGG 23 unter NGC 524.
Das Objekt wurde am 21. September 1786 von dem deutsch-britischen Astronomen Wilhelm Herschel entdeckt.

## Galaktisches Umfeld
| Nr. | Galaxie          | Alternativname          | Rek           | Dek           | Distanz/asec |
| --- | ---------------- | ----------------------- | ------------- | ------------- | ------------ |
| →   | NGC 532          | LEDA/PGC 5264           | 01h25m17.34s  | +09d15m50.8s  | 0            |
| 1   | LEDA/PGC 1365021 | 2MASX J01245967+0925576 | 01h24m59.68s  | +09d25m57.5s  | 659.97       |
| 2   | LEDA/PGC 94313   | 2MASX J01255897+0908277 | 01h25m58.950s | +09d08m27.90s | 758.55       |
| 3   | LEDA/PGC 94313   | NSA 129600              | 01h25m58.950s | +09d08m27.90s | 823.24       |
| 4   | LEDA/PGC 94303   | NSA 129445              | 01h24m40.51s  | +09d05m18.5s  | 835.40       |
| 5   | NGC 518          | LEDA/PGC 5161           | 01h24m17.64s  | +09d19m51.4s  | 915.73       |
| 6   | LEDA/PGC 94384   | NSA 129553              | 01h25m29.43s  | +09d00m28.8s  | 939.60       |
| 7   | LEDA/PGC 212745  | 2MASX J01241633+0921174 | 01h24m16.32s  | +09d21m17.6s  | 963.05       |